# Elio Petri
Elio Petri (Roma, 29 de gener de 1929 − Roma, 10 de novembre de 1982) va ser un director de cinema i guionista italià. De vegades surt als crèdits amb el nom d'Elio Montesti.

## Biografia
Elio Petri neix el 29 de gener de 1929 a Roma en una família modesta. Fill únic, creix als afores obrers de la ciutat. Exclòs de l'escola catòlica San Giuseppe di Merode per raons polítiques, es llança a una carrera barrejant la militància política, la crítica de cinema i la coordinació d'activitats culturals per a l'organització dels joves del Partit Comunista Italià. Escriu en L'Unità, Gioventù nuova i Città aperta. Deixa el partit el 1956 després de l'esclafament de la Insurrecció de Budapest.
Per la mediació del seu amic Gianni Puccini, és presentat a Giuseppe De Santis, del qual es converteix en l'ajudant. Aprèn les bases de l'ofici i amplia el seu camp de visió en l'aspecte ideològic i cultural: col·labora, entre d'altres, en els guions d'Onze hores sonaven (1952) i de Uomini e lupi (1957).
El seu començament, més aviat prometedor, data de 1961, amb la realització de L'assassino. Les pel·lícules següents com I Giorni contati (1962), i sobretot A ciascuno il suo (1967), segons un relat de Leonardo Sciascia són meritòries, però no reben encara una àmplia acollida pública. És amb Investigació sobre un ciutadà (1970) i després amb La classe obrera va al paradís (1971), Palma d'Or al Festival de Canes 1972, tots dos formidablement servits pel talent de Gian Maria Volontè, quan Elio Petri guanya un reconeixement a escala internacional.
El cinema de Petri, d'un vigor contestatari sovint pertorbador, va ser objecte de bloqueigs per part dels productors. Segons l'historiador del cinema Jean A. Gili, especialista en cinema italià, Petri s'imposa com un dels "analistes més lúcids i més desesperats de l'esquizofrènia contemporània."
Elio Petri mor a Roma el 10 de novembre de 1982 de resultes d'un càncer. És inhumat al cementiri municipal monumental de Campo Verano de Roma.

## Filmografia

### Director
- 1949: I Sette contadini (curt documental)
- 1961: L'Assassino
- 1962: I Giorni contati
- 1963: Il Maestro di Vigevano
- 1964: Nudi per vivere (documental)
- 1964: Alta infedeltà - segment Peccato nel pomeriggio
- 1965: La desena víctima (La decima vittima)
- 1967: A ciascuno il suo
- 1969: Un racó tranquil al camp (Un tranquillo posto di campagna)
- 1970: Investigació sobre un ciutadà (Indagine su un cittadino al di sopra di ogni sospetto)
- 1971: La classe obrera va al paradís (La classe operaia va in paradiso)
- 1973: La proprietà non è più un furto
- 1977: Todo modo
- 1978: Le mani sporche (TV)
- 1979: Le buone notizie

### Guionista
- 1956: Uomini e lupi de Giuseppe De Santis
- 1963: I Monstri de Dino Risi

## Premis i nominacions

### Premis
- 1967: Premi al millor guió (Festival de Canes) per A ciascuno il suo
- 1970: Gran Premi del Jurat (Festival de Canes) per Investigació sobre un ciutadà
- 1970: Premi David di Donatello a la millor pel·lícula per Investigació sobre un ciutadà
- 1971: Premi Edgar Allan Poe al millor guió per Investigació sobre un ciutadà
- 1972: Palma d'Or per La classe obrera va al paradís
- 1972: Premi David di Donatello a la millor pel·lícula per La classe obrera va al paradís

### Nominacions
- 1961: Os d'Or per L'assassino
- 1967: Palma d'Or per A ciascuno il suo
- 1969: Os d'Or per Un racó tranquil al camp
- 1970: Palma d'Or per Investigació sobre un ciutadà
- 1971: Oscar a la millor pel·lícula de parla no anglesa per Investigació sobre un ciutadà
- 1973: Os d'Or per La proprietà non è più un furto